# BAD FEELING
「BAD FEELING」（バッド・フィーリング）は、日本のロックバンドであるBOØWYの楽曲。
1985年8月22日に東芝EMIのイーストワールドレーベルから2枚目のシングルとしてリリースされた。作詞は氷室京介および高橋信、作曲は布袋寅泰、プロデュースは佐久間正英が担当している。
前作「ホンキー・トンキー・クレイジー」（1985年）よりおよそ2か月ぶりにリリースされたシングルであり、3枚目のアルバム『BOØWY』収録曲であった本作のロン・セイント・ジャーマンによるリミックスバージョンが収録されている。B面曲にはファーストアルバム『MORAL』（1982年）収録曲であった「NO. NEW YORK」の再録音バージョンおよび新曲の「OUR LANGUAGE」が収録されている。
後にレピッシュやJELLY→によってカバーされた他、作曲者である布袋によってセルフカバーされた。

## 録音、音楽性
リミックス作業は、1985年5月15日、16日にニューヨークにあるライト・トラック・レコーディング・スタジオで行われ、アルバム『BOØWY』に収録された同曲からイントロ部分にギターとSEが追加されており、ボーカル部分をそのまま流用している。プロデューサーは原曲、リミックス共に佐久間正英が担当、レコーディング・エンジニアとして原曲はマイケル・ツィマリングが担当、リミックス版はロン・セイント・ジャーマンが担当した。
アルバム『BOØWY』リリース後に当時としては珍しいリミックスバージョンを制作する提案がスタッフから出され、本作が選曲される事となった。ディレクターの子安次郎は本作を「パーカッシブなサウンドとダンサブルなグルーヴを、3ピースのギターバンドとして見事に表現していたということは、BOØWYというバンドがいかに高い音楽性を持っていたかということの証明であろう」と述べた他、イントロのギターフレーズが「スチャラカトッチャンボーイ」と聴こえるとも述べている。後に布袋はこの楽曲の特徴的なリフについて「『BAD FEELING』のリフっていうのは、ロックンロールなんだけどファンキーで、そういうリフってありそうでないじゃないですか。 それを緻密に、編集するポイントも物凄く考えられていて、単に手間ひまだけではない、愛情を注いでくれた結果がこれだと思うんですよね。」と語っている。特徴的なギターフレーズはその後ギターを愛好する少年たちの間で演奏の腕を競い合う際に使用された。音楽誌『音楽誌が書かないJポップ批評43 21世紀のBOØWY伝説』において社会学者の永井純一はアルバムバージョンのシンセサイザーの音色が80年代刑事ドラマの雰囲気を持っていると述べた他、アルバム中の他の楽曲よりもキャッチーさは劣るが布袋のギターリフや高橋のドラミングなど聴き所が多いと述べている。
B面曲となった「OUR LANGUAGE」はインストゥルメンタルに近い楽曲であり、歌詞カードに歌詞が掲載されていない。この曲は伊豆のキティスタジオでのレコーディング中に事前にはほとんど制作されておらず、「NO. NEW YORK」のレコーディング後に一晩で制作された。当日は真夜中までミーティングが行われ、おおよその楽曲の構想が固まった時点で氷室は子安に対して「後はもう俺たちだけでやりますから安心して寝てください」と述べ、実際に一晩で曲として完成させた。最初の発売時のレコード版ではエンディングはフェードアウトだったが、後にリリースされたCD版では激しいギターノイズのカットアウトで終わっている。その為演奏時間がCD版の方が若干長い。

## リリース
1985年8月22日に東芝EMIのイーストワールドレーベルから12インチシングルの形態でリリースされた。シングル盤でのタイトルは正式には「BAD FEELIN'」であり、プロモーション用のポスター及び7インチプロモーション盤も同様のタイトルとなっている。
1989年5月24日には8センチCDの形態で再リリースされた。2013年2月27日にはCD-BOX『BOØWY SINGLE COMPLETE』に収録されて再リリースされた。
B面曲の「NO. NEW YORK」はベスト・アルバム『“SINGLES”』（1988年）にてアルバム初収録となり、「OUR LANGUAGE」はボックスセットである『BOØWY COMPLETE』（1991年）のリリースまではアルバムに収録されていなかった。

## チャート成績
オリコンチャートにおいて、1985年リリースのオリジナル盤はランキング外となった。1989年の再リリース盤では最高位46位の登場週数3回で売り上げ枚数は0.9万枚となった。

## ライブ・パフォーマンス
1985年の「BOØWY'S BE AMBITIOUS TOUR」以降、ライブではほぼ欠かさず演奏された曲。ライブではアップテンポとなりよりファンキーな演奏となっている。
テレビ番組では1985年11月23日に放送された読売テレビのバラエティ番組『なげやり倶楽部』（1985年 - 1986年）において神戸ポートアイランド内の「レストランエキゾチックタウン」にて演奏された。当日は他に「OH! MY JULLY」、「NO. NEW YORK」が演奏された。

## カバー
- レピッシュ - 『BOØWY Tribute』（2003年）[10]
- JELLY→ - 『BOØWY Respect』（2003年）[10]
- 布袋寅泰 - 『ALL TIME SUPER BEST』（2005年）

## シングル収録曲
| 全編曲: 布袋寅泰。 |                                         |                    |                    |       |
| #                  | タイトル                                | 作詞               | 作曲               | 時間  |
| 1.                 | 「BAD FEELING」(RON SAINT GERMAIN MIX)  | 氷室京介、高橋信   | 布袋寅泰           | 6:12  |
| 2.                 | 「NO.NEW YORK」(MICHEAL ZIMMERLING MIX) | 深沢和明           | 布袋寅泰           | 4:15  |
| 3.                 | 「OUR LANGUAGE」                        | 氷室京介、布袋寅泰 | 氷室京介、布袋寅泰 | 4:17  |
| 合計時間:          | 合計時間:                               | 合計時間:          | 合計時間:          | 14:44 |

## スタッフ・クレジット

### BOØWY
- 氷室京介 - ボーカル
- 布袋寅泰 - ギター、シンセサイザー
- 松井恒松 - ベース
- 高橋信 - ドラム

### 参加ミュージシャン
- 佐久間正英 - シンセサイザー

### スタッフ
- ロン・セイント・ジャーマン（英語版） - 編曲、リミックス・エンジニア
- モイラ・マークイス - アシスタント・エンジニア
- 糟谷銑司 - プロダクション・プロデューサー
- 子安次郎 - レコーディング・ディレクター
- 土屋浩 - パーソナル・マネージャー
- 岡崎ヨシオ - マスタリング・エンジニア
- 小林肇 - アート・ディレクション、デザイン
- ユイ音楽工房　ロック・プロジェクト - プロダクション・マネージマント
- 後藤由多加 - エグゼクティブ・プロデューサー
- 石坂敬一 - エグゼクティブ・プロデューサー

## 収録アルバム
オリジナルバージョン
- 『BOØWY』（1985年）
- 『THIS BOØWY』（1998年）
- 『BOØWY THE BEST "STORY"』（2013年）

シングルバージョン
- 『“SINGLES”』（1988年）

ライブ音源
- 『“GIGS” JUST A HERO TOUR 1986』（1986年） - 1986年7月2日の日本武道館公演から収録。
- 『“GIGS” CASE OF BOØWY』（2001年） - 1987年7月31日のワールド記念ホール、1987年8月7日の横浜文化体育館公演から収録。
- 『GIGS at BUDOKAN BEAT EMOTION ROCK'N ROLL CIRCUS TOUR 1986.11.11〜1987.02.24』（2004年） - 1987年2月24日の日本武道館公演から収録。
- 『“GIGS” CASE OF BOØWY COMPLETE』（2007年）
- 『“LAST GIGS” COMPLETE』（2008年） - 1988年4月5日の東京ドーム公演から収録。

## リリース履歴
| No. | 日付          | レーベル                                    | 規格              | 規格品番   | 最高順位 | 備考                                       |
| --- | ------------- | ------------------------------------------- | ----------------- | ---------- | -------- | ------------------------------------------ |
| 1   | 1985年8月22日 | 東芝EMI／イーストワールド                   | 12inchEP          | T12-1085   | -        |                                            |
| 2   | 1989年5月24日 | 東芝EMI／イーストワールド                   | 8センチCD         | XT10-2353  | 46位     |                                            |
| 3   | 2008年3月     | EMIミュージック・ジャパン／イーストワールド | CD                | BCD-0121   | -        | 紙ジャケットシリーズ全10タイトル購入者特典 |
| 4   | 2013年2月27日 | EMIミュージック・ジャパン／イーストワールド | ブルースペックCD2 | TOCT-98021 | -        | 『BOØWY SINGLE COMPLETE』収録              |